# Màrtirs de la Conjuració bahiana
Els màrtirs de la Conjuració bahiana van ser els quatre condemnats a mort per la seva participació en la Revolta de les Conquilles a Bahia.
El soldat Lucas Dantas do Amorim Torres, l'aprenent de sastreria Manuel Faustino dos Santos Lira, el soldat Luís Gonzaga das Virgens i el sastre João de Deus Nascimento van ser executats a la forca el 8 de novembre de 1799, en la ciutat de Salvador.
La seva lluita a favor de l'emancipació de la Corona Portuguesa i la formació d'un nou estat republicà igualitari els va valer l'entrada al Llibre dels Herois i Heroïnes de la Pàtria.

## La Conjuració

### Antecedents
En la dècada del 1790, Bahia clamava pel ferri control que s'exercia des de la metròpoli i per les polítiques econòmiques i polítiques que es prenien des de les altes esferes de la capitania. La població es moria de fam per la pujada dels preus dels aliments bàsics i pels nous impostos que recaptava Lisboa; mentre que les elits (negrers, terratinents i comerciants) s'enriquien gràcies a la producció i venda de canya de sucre i tabac.
L'exemple de la independència de les Tretze Colònies Angleses i els ideals de la il·lustració o el republicanisme van fer que la ciutadania, individus de classe baixa i marginal, planegessin una revolta contra un sistema que els impossibilitava qualsevol aspiració d'ascens social. Poc abans havia tingut lloc al Brasil la Inconfidência Mineira, tot i que aquest va ser organitzat per les classes benestants de Minas Gerais.

### Els fets
La població (esclaus i lliberts, soldats, treballadors i humils artesans) es va mobilitzar per difondre els seus ideals i fer palesa la necessitat d'independitzar-se de Portugal. Van repartir pamflets i cartells, molts d'ells autoria del metge i escriptor Cipriano Barata, cridant a l'alçament. El 12 d'agost de 1798, el moviment va ser descobert per les autoritats quan alguns dels seus membres van ser detinguts per la policia mentre distribuïen aquests escrits. Això va dur a un llarg període repressiu, on centenars de persones van ser investigades i quaranta-nou en van ser detingudes.
Hi va haver un ampli ventall de penes: fuetades al Pelourinho, presó, exili i la pena capital. El governador Fernando José de Portugal e Castro —qui pocs anys després seria ascendit a virrei del Brasil colonial— i el regent Joan de Portugal, van sentenciar a la forca a quatre presos: dos soldats, un artesà i un aprenent, tots ells negres. En canvi, el doctor Baratà, autor confés dels textos, va ser alliberat després de passar 14 mesos a la presó. Luís Pires, qui havia destapat la conjuració després de ser detingut, també va ser condemnat a mort, però va fugir misteriosament del presidi i mai va ser localitzat.

## Els quatre màrtirs

### Lucas Dantas do Amorim Torres
Va néixer a Salvador, l'any 1774. Era fill d'una parella afrodescendent, Domingos da Costa i Vicência Maria. Va treballar d'ebenista i fuster abans d'allistar-se al regiment d'artilleria.
És tingut com un dels màxims ideòlegs del moviment. Durant el seu interrogatori, va declarar: «Volem República, per respirar lliurement, doncs vivim dependents. Per ser negres no som admesos en cap lloc i en la República hi ha igualtat per a tothom». Va morir als 25 anys.

### Luís Gonzaga das Virgens
Era el més veterà dels seus companys, havent nascut a Salvador el 1761. Va allistar-se el 1781, però va tenir molts problemes, desertant en fins a tres ocasions, el que li va comportar presó i condemna a treballs forçats. Va ser acusat per les autoritats com un dels autors dels pamflets que cridaven a la revolució, i va ser executat amb 38 anys.

### João de Deus Nascimento
Nascut a Cachoeira l'any 1771, del matrimoni interracial entre José de Araújo i Francisca Maria da Conceição. Es creu que va arribar a la capital de l'estat el 1790, on va establir-se. Va tenir cinc fills amb la seva dona, Luiza Francisca de Araújo. Tenia la seva residència i taller de sastreria a la Rua Direita do Palácio. Abans de ser sastre, havia format part del segon regiment de milícies de Salvador.
Va ser empresonat per la seva participació en la conjuració el dia 16 de setembre de 1798. Va intentar evadir la pena adduint demència. En el judici va ser titllat d'insolent, altiu i capaç de cometre actes malignes. Va morir als 27 anys d'edat.

### Manuel Faustino dos Santos Lira
Va néixer a Santo Amaro el 1775. La seva mare era una lliberta, mentre que el seu pare és oficialment desconegut. Se sospita que era membre de la família Pires de Carvalho e Albuquerque, antics amos de la mare. Aprenent de sastre, va ser una de les primeres persones preses, després d'haver sigut delatat com a un dels conspiradors de l'alçament. Va morir amb 24 anys.

## Llegat

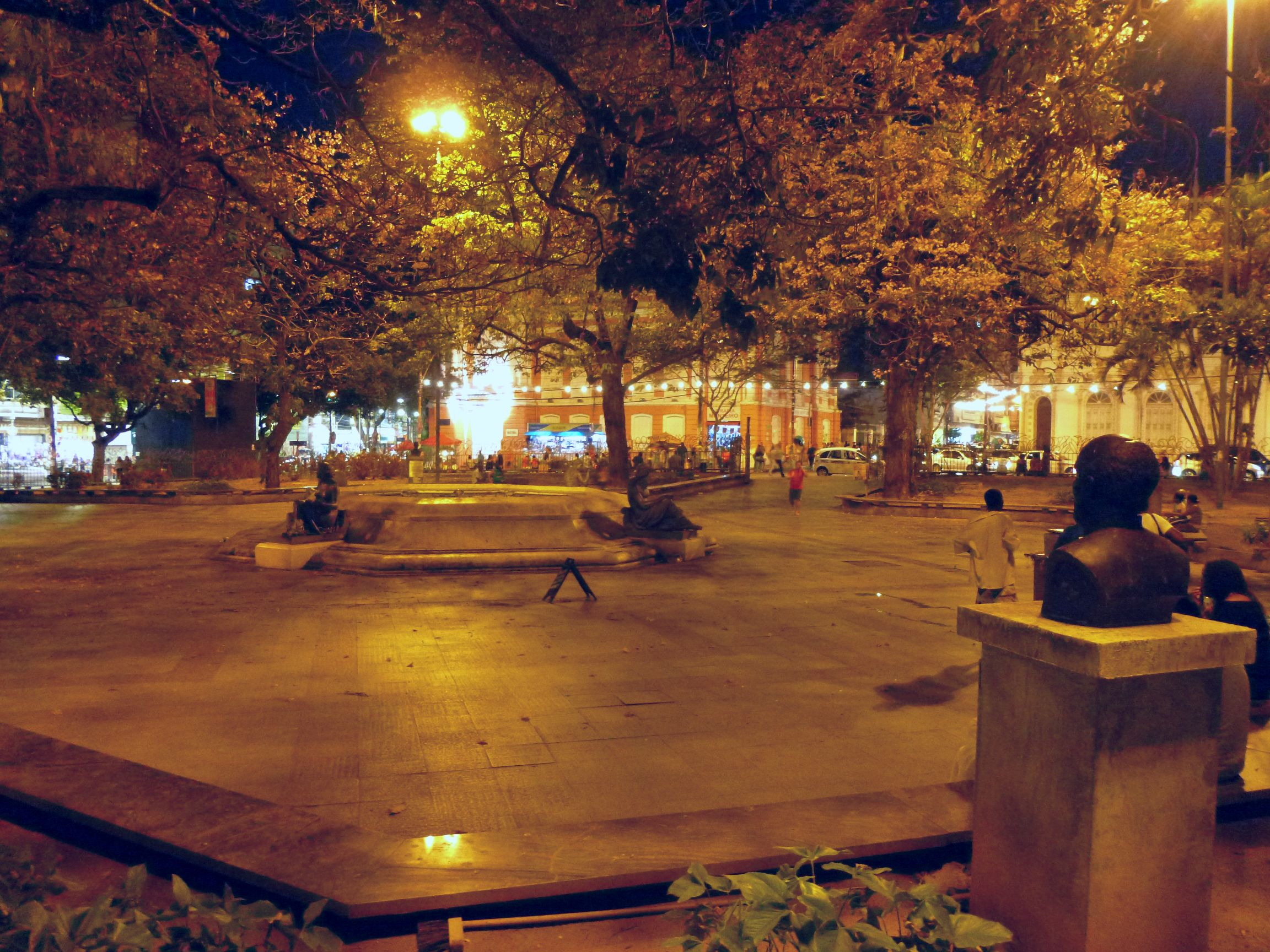
Praça da Piedade, a Salvador, punt on els quatre van ser executats.

La conjuració va suposar un dels moviments populars més ambiciosos del període colonial, proposant idealment una nova societat igualitària i democràtica. Sense ni tan sols arribar a prendre forma, va ser bàrbarament castigat per la Corona —tal com va fer amb l'inconfident Tiradentes. Va marcar de tal manera el sentiment del poble bahià, que va ressorgir novament el 1821. Aquest cop, culminaria en la guerra per la Independència de Bahia, que va finalitzar el 2 de juliol de 1823 amb la victòria bahiana sobre les tropes portugueses i la incorporació de la capitania a l'Imperi del Brasil.
Des d'una perspectiva actual, es considera aquell intent d'alçament com el primer moviment independentista popular i el primer moviment social amb una participació activa de la població afrodescendent, fet que queda subratllat per l'ajusticiament dels afrobrasilers Torres, Santos Lira, Gonzaga i Nascimento.
A la Plaça de la Pietat de Salvador, on les autoritats havien aixecat el cadafal on els enforcaren, s'hi troben els busts dels quatre màrtirs que l'ajuntament va instal·lar l'any 2004. Cada any, pel 12 d'agost, coincidint amb la descoberta de la revolta, s'hi realitza una ofrena floral en record dels caiguts en la Revolta dos Búzios.
Per mitjà de la llei federal 12.391 de 2011, els quatre van ser inscrits en el Llibre dels Herois i Heroïnes de la Pàtria, un memorial situat a Brasília que recull el nom de les personalitats brasileres que van treballar i lluitar en defensa els valors nacionals.